# 來汝賢
來汝賢（1502年—1537年），字子禹，號菲泉，浙江省紹興府蕭山縣人，竈籍。明朝政治人物。

## 生平
七月初八日生，行一，治《書經》，由國子生中式嘉靖四年（1525年）乙酉科浙江鄉試第二名舉人，年三十一歲中式嘉靖十一年（1532年）壬辰科會試第二名，第三甲第三十四名進士。觀吏部政，初授江西奉新縣知縣，調繁丹陽縣，陞兵部主事，改禮部主事，養病回卒。不久卒，年僅三十六。有《菲泉存稿》。

## 家族
曾祖來珪；祖來昉；父來東；母孫氏。重慶下，妻錢氏，弟汝舟；汝明；汝為；汝聴；汝士；汝工。来汝颐，歲贡；來昇，知州；来经济，贵州参议；来三聘，山东副使。子獻策（生員）；獻功（生員）。孫拱日、拱璧。